# Der Etappenhase
Der Etappenhase (niederdeutscher Originaltitel: De Etappenhas. Een lustig Spill ut de Kriegstied in veer Uptög) ist ein Theaterstück im Genre der Komödie des oldenburgischen Schriftstellers Karl Bunje von 1935. Die Handlung spielt während des Ersten Weltkriegs in Flandern; Bunje verarbeitete in dem Werk auf humoristische Art seine Kriegserlebnisse. Bekannt wurde das Stück vor allem durch Film- und Fernsehadaptionen, u. a. mit Günther Lüders, Willy Millowitsch, Beppo Brem und Edgar Bessen. Die Fernsehausstrahlung am 27. Oktober 1953 aus dem Kölner Millowitsch-Theater war die erste Liveübertragung eines Bühnenwerks im Deutschen Fernsehen und machte das Theater bundesweit bekannt.

## Bühnenbild
Laut Regieanweisung von Bunje soll das Bühnenbild aus einem schlichten, schmucklosen Wohnzimmer mit mehreren Ausgängen bestehen. Die Bekleidung der Frontsoldaten soll
… stilecht sein, dreckig und abgerissen. Der Leutnant etwas hervortretend in der Kleidung, im übrigen aber ein echter Grabenoffizier. Der Etappensoldat Ferdinand ist dagegen geschniegelt und gebügelt; hoher Stehkragen, Extrahose mit Stegen, weit eleganter als der Leutnant. Er spricht ein affektiertes Platt. – Marie ist frisch, einfach und adrett gekleidet. (De Etappenhas, S. 5)

## Handlung
Flandern, Oktober 1917. Die drei befreundeten Frontsoldaten Gerd, Hein und Ummo werden zusammen mit ihrem Leutnant Dierk Hansen in die Etappe nahe der deutsch-holländischen Grenze verlegt. Sie beziehen ein Haus, das allein von dem Mädchen Marie bewohnt wird. Der Landwehrmann Ummo, von Beruf Bauer, ist bereits 46 Jahre alt und sollte längst wieder in der Heimat sein, doch ist noch kein Ersatzmann für ihn eingetroffen, da aufgrund der hohen Kriegsverluste der Ersatz knapp ist.
In der Etappe treffen sie auf Ferdinand Hasenbein, einen stereotypen Etappenhengst, der es bislang verstanden hat, jedem Fronteinsatz aus dem Weg zu gehen, und der beim Oberst der Ortskommandantur als Schreiber dient. Gerd kennt ihn noch von der gemeinsamen Arbeitsstelle vor dem Krieg und freut sich dementsprechend, ihn wiederzusehen. Hein dagegen hat für Ferdinands Nichteinsatz an der Front kein Verständnis, zumal sogar Ummos ältester Sohn bereits eingezogen wurde. Daher nimmt Hein Ferdinand bei jeder Gelegenheit aufs Korn.
Hein, der dafür bekannt ist, überall und jederzeit „organisieren“ zu können, entdeckt zufällig beim Besuch der Ortskommandantur einen vom Oberst geschossenen Hasen. Da alle fürchterlich Kohldampf schieben und Ummos letzte Fleischreserve aus der Heimat im Schützengraben von den Ratten gefressen wurde, freuen sich Gerd, Hein und Ummo auf einen Hasenbraten. Gerd ist aber mit dem Diebstahl nicht einverstanden, da dies den Leutnant gegenüber dem Oberst in eine sehr peinliche Lage bringen könnte und Ferdinand, der für die Verwahrung des Hasen geradestehen muss, dafür Arrest droht. Hein muss daher den Hasen an Ferdinand zurückgeben, der wegen des verschwundenen Hasen schon völlig verzweifelt ist. Gerd, der in Marie verliebt ist, hat das Mädchen allerdings schon zum Hasenbraten eingeladen; eine Absage wäre daher für ihn auch sehr unangenehm. 
Marie hat jedoch einen Kater namens Peter, der gerne von der Milch nascht und Ferdinand, der ebenfalls in Marie verliebt ist, schon öfter bei Annäherungen gestört hat. Plötzlich ist Peter verschwunden. Hein lenkt den Verdacht sofort auf Ferdinand, Peter auf dem Gewissen zu haben. Das glaubt auch Ummo, der Ferdinand heimlich dabei beobachtet hat, wie der Schreiber eine mit Steinen beschwerte Kiste in einem Kanal versenkte. Ferdinand wird von den Freunden „verhört“ und gesteht sofort, die Katze getötet und in der Kiste versenkt zu haben.
Da Hein gut kochen kann, soll er im Auftrag des Leutnants den Hasen für den Oberst zubereiten. Je näher das Festmahl für den Ortskommandanten kommt, desto schlechter wird die Stimmung unter den Freunden mit Ausnahme von Hein, der ganz vergnügt ist. Als Hein den Braten an Ferdinand übergeben hat und dieser zum Oberst abgeht, verkündet er zur großen Überraschung aller, dass es heute doch noch einen eigenen Hasenbraten gibt. Auch Dierk ist eingeladen und nimmt gern an dem Festschmaus teil.
Nach dem Essen lüftet sich dann durch ein Versprecher Ferdinands das Geheimnis der zwei Hasenbraten: Ummo hat die Kiste aus dem Kanal geholt. Darin befindet sich jedoch nicht der Kadaver des Katers, sondern ein nagelneuer, aber völlig verbrannter Uniformrock des Obersts. Ferdinand gesteht, dass ihm der Uniformrock, den er für den Oberst von der Post geholt hat, durch einen Unfall verbrannt ist. Um das Missgeschick zu vertuschen und der Post in die Schuhe zu schieben, hat er den Rock verschwinden lassen.
Hein muss nun zugeben, dass er den Kater auf dem Gewissen und gegen den Hasen des Obersts „ausgetauscht“ hat. Das will Ferdinand nicht glauben, da er doch beim Oberst mitgegessen und den Hasenkopf verspeist hat. Hein macht ihm klar, dass der Hasenkopf das einzig echte am Hasenbraten war. Ferdinand, der nun erkennt, wie falsch sein Leben als Etappenhengst war, meldet sich freiwillig in die Kompanie von Dierk, weil er hier wahre Frontkameradschaft kennen gelernt hat. Für Ummo ist der Krieg zu Ende; er kann in die Heimat zurückkehren.

## Film- und Fernsehadaptionen
- Der Etappenhase, Spielfilm (D 1937, Regie Joe Stöckel, mit Günther Lüders als Hein Lammers)
- Der Etappenhase, Bühnenaufführung des Millowitsch-Theaters am 27. Oktober 1953, live übertragen durch den NWDR, mit Willy Millowitsch als Anton Pannedeckel (= Hein Lammers) und Lucy Millowitsch als Marie.
- Der Etappenhase (Fernsehfassung von 1956, mit Willy Millowitsch als Anton Pannedeckel und Lotti Krekel als Marie).
- Der Etappenhase, Spielfilm (BRD 1957, Regie Wolfgang Becker, mit Beppo Brem).
- Der Etappenhase (Fernsehübertragung 1969, mit Willy Millowitsch als Anton Pannedeckel und Lotti Krekel als Marie)
- Der Etappenhase, Fernsehübertragung des Ohnsorg-Theaters, ausgestrahlt durch die ARD am 16. Dezember 1978 mit Edgar Bessen als Hein Lammers und Herma Koehn als Marie.
- Der Etappenhase, Bühnenfassung des Millowitsch-Theaters von 1989, mit Willy Millowitsch als Anton Pannedeckel, ausgestrahlt 1991.